# Frankfurter Kranz
Frankfurter Kranz (česky frankfurtský věnec) je dort z piškotového těsta, který je specialitou Frankfurtu nad Mohanem. Základem dortu je prstencový korpus z piškotového těsta, který je po upečení horizontálně rozříznut obvykle na dva nebo tři díly. Ty jsou zpět spojeny klasickým máslovým krémem a většinou současně i džemem nebo želé. Povrch dortu je také potřen máslovým krémem a následně posypán krokantem z mandlí (rozdrcené mandle s karamelem), lískových nebo vlašských ořechů. Dort bývá ještě finálně zdoben máslovým krémem a kandovanými třešněmi.
Frankfurtský věnec je považován za špičkový cukrářský výrobek, který vždy obsahuje pravý máslový krém. Pokud by výrobce použil náhražku, jako je například margarín, která významně snižuje výslednou hodnotu produktu, musí na to kupujícího upozornit. Jak se u dortu s máslovým krémem očekává, nutriční hodnota je vysoká, asi 1339 kJ (316 kcal) na 100 g.
Dort vznikl kolem roku 1735, ale nejstarší dochovaný recept pochází z počátku 20. století. Frankfurtský věnec je považován za vzpomínku na doby, kdy byl Frankfurt korunovačním městem císařů. Jeho prstencový tvar a posyp krokantem má představovat zlatou císařskou korunu a kandované třešně rubíny.